# 깨어있는시민연대당
깨어있는시민연대당은 제19대 대한민국 대통령 문재인의 지지자들을 중심으로 2020년 창당된 대한민국의 정당이다.
2022년에 실시된 제20대 대통령 선거에서 윤석열 국민의힘 후보에 대한 지지를 선언하였다. 이후 2024년에 4년간 임기 만료에 의한 국회의원 선거, 지방자치단체장 선거, 시·도의회의원 선거에 모두 참여하지 않아 유지 조건을 충족하지 못하여 정당법에 의거하여 등록이 취소되었다.

## 주요 선거 결과

### 국회의원 선거
|  | 0% |

|  | 0.05% |

|  | 0% |

### 지방선거
|  | 0% |

|  | 0% |

|  | 0% |

|  | 0% |